# إرنست غانون
إرنست غانون هو ملحن وكاتب كندي، ولد في 7 نوفمبر 1834 في Mauricie ‏ في كندا، وتوفي في 15 سبتمبر 1915 في مدينة كيبك في كندا.

## وصلات خارجية
- إرنست غانون على موقع ميوزك برينز (الإنجليزية)